# I tacchi di Giada
I tacchi di Giada è un EP della cantante italiana Viola Valentino, pubblicato il 18 settembre 2009 dall'etichetta musicale CMP Italy su distribuzione Edel.
Il cd segna il ritorno della cantante a un progetto musicale inedito di più ampio respiro dopo un lungo periodo segnato solo da singoli e raccolte ed è caratterizzato da pezzi dalle sonorità attuali e da una sensibilità interpretativa affinata e maturata.
I brani dell'album raccontano il mondo femminile, a volte in modo impegnato altre in maniera più spensierata, con una particolare attenzione per il tema del dolore, della sofferenza e della violenza.
La traccia che dà il titolo all'album parla infatti di un abuso subito da una ragazza conosciuta dalla cantante, i cui tacchi si ruppero mentre cercava di fuggire dai suoi violentatori: Giada è al contempo il nome fittizio con cui viene chiamata nella canzone e, come affermato da Viola in un'intervista, vuole anche essere un gioco di parole rimandando alla fragilità della giada come materiale.
Il brano Dimenticare mai è stato scelto come singolo di lancio per la promozione radiofonica.

## Tracce
1. I tacchi di Giada (Francesco Altobelli)
2. Miraggio (A.Gallo, A.Rosati)
3. Dimenticare mai (F.Mignogna, G.Germanelli)
4. Daisy (L.Angelosanti, F.Morettini)
5. Che m'importa del mondo (L.E.Bacalov, F.Migliacci)
6. Che caldo fa (L.Angelosanti, F.Morettini)